# Tommy Tynan
Pour les articles homonymes, voir Tynan.
Thomas Edward Tynan, plus connu sous le nom de Tommy Tynan (né le 17 novembre 1955 à Liverpool dans le Merseyside), est un joueur de football anglais qui évoluait au poste d'attaquant, avant de devenir ensuite entraîneur.

## Biographie

### Carrière de joueur
Avec le club gallois de Newport County, il joue cinq matchs en Coupe des coupes, inscrivant quatre buts. À cet effet, il marque un doublé contre le Sportsklubben Haugar, puis un autre doublé face au FC Carl Zeiss Iéna.

## Palmarès
| Newport County - Coupe du pays de Galles (1) : - Vainqueur : 1979-80. |  | Plymouth Argyle - Championnat d'Angleterre D3 : - Vice-champion : 1985-86. - Meilleur buteur : 1984-85 (31 buts). |